# Постников, Владимир Ефимович
Влади́мир Ефи́мович По́стников (1849—1908) — русский экономист-статистик.

## Биография
Родился в 1849 году в Воронежской губернии.
Учился в Воронежском Михайловском кадетском корпусе и на физико-математическом факультете Санкт-Петербургского университета, с 4-го курса которого он перешёл в Петровскую земледельческую академию в Москве. Был оставлен при академии; затем преподавал в двух сельскохозяйственных училищах. Из-за ухудшения здоровья оставил педагогическую деятельность и занял должность лесного ревизора в Таврической губернии. Затем поступил на службу в киевское отделение Крестьянского поземельного банка. После этого служил в министерстве земледелия и государственных имуществ по устройству казённых земель. Был членом Вольного экономического общества.
Постников обработал большое количество данных различных сельских хозяйств. Собранные им статистические данные о разложении крестьянства, о применении наёмного труда в крупных крестьянских хозяйствах легли в основу двух основных трудов Постникова: «Южно-русское крестьянское хозяйство» (М.: типо-лит. т-ва И. Н. Кушнерев и К°, 1891; 2-е изд. — М.: типо-лит. т-ва И. Н. Кушнерев и К°, 1907); «Из хозяйственной жизни Самарского края» (СПб.: тип. В. Демакова, 1894). В. И. Ленин указывал, что «в литературе о крестьянском разложении это сочинение должно быть поставлено на первое место…». Им был напечатан целый ряд научных и публицистических статей и корреспонденций в специальных сельскохозяйственных журналах и газетах; в «Вестнике Европы» (1893. — № 3) была напечатана его статья «Крестьянские нужды и их исследователи».
Умер в 1908 году и был похоронен 14 июня в Москве на Пятницком кладбище.